# Baylor University
Baylor University – amerykańska uczelnia niepubliczna w mieście Waco w Teksasie, założona w 1845 roku i nieprzerwanie prowadzona przez baptystów.
Patronem uniwersytetu jest Robert Emmett Bledsoe Baylor (pastor baptystyczny, teksański sędzia okręgowy i polityk), który w największym stopniu przyczynił się do jego powstania.